# سیارک ۵۴۵۵
سیارک ۵۴۵۵ (به انگلیسی: 5455 Surkov، نامگذاری:1978RV5) پنج هزار و چهارصد و پنجاه و پنجمین سیارک کشف شده‌است که در ۱۳ سپتامبر ۱۹۷۸ کشف شد.
قدر مطلق سیارک برابر ۱۳٫۴۰ است.